# Marija Ovčar
Marija Ovčar, ena prvih slovenskih izšolanih terenskih babic, * 1891, Bohova pri Mariboru, † 4. november 1975.
Marija Ovčar je bila ena prvih slovenskih izšolanih terenskih babic. Leta 1921 je na slovenjgraškem območju nastopila službo porodne pomočnice – babice. Slovela je kot pogumna, odločna, resna, iznajdljiva, potrpežljiva, tolažilna in spodbudna babica, ki je peš ali s kolesom obiskovala porodnice tudi na odročnih krajih podeželja. Le redkokdaj je na tej poti lahko prisedla k vozniku konjske vprege. V obdobju svojega poklicnega delovanja je na svet pomagala več kot 3200 otrokom. Leta 2003, ob 250-letnici babiške šole, je prejela listino Visoke šole za zdravstvo Univerze v Ljubljani.

## Življenje
Rodila se je 10. 3. 1891 v Bohovi pri Mariboru. Njena mama je umrla v času, ko je bila Marija še v osnovni šoli. Oče je bil kmetovalec in župan. Imela je še eno mlajšo in eno starejšo sestro. Že kot otrok je pomagala pri poljedelstvu na velikem očetovem posestvu. Leta 1910 se je poročila z orožnikom Ignacijem Stropnikom in rodili so se jima trije otroci: Jože (1911-1985), Herman (1913-1996) in Sofija (1918-2002). S svojo družino se je preselila v Slovenj Gradec, kjer je leta 1919 zaradi krvave griže umrl njen mož. Marija je ostala sama z otroki in majhno pokojnino po možu, kar ni zadostovalo za preživljanje njene družine. Po desetih letih vdovstva se je poročila z upokojenim žandarmerijskim podporočnikom Tomažem Ovčarjem, ki je umrl leta 1959.
Po nasvetu dr. Vinka Železnika, takratnega ravnatelja slovenjgraške bolnišnice, se je po smrti prvega moža zaradi finančne stiske odločila, da se v Ljubljani izšola za babiški poklic. Marija Ovčar se je na babiško šolo vpisala po tem, ko se je leta 1920 šolanje spremenilo. Izboljšalo se je strokovno in splošno znanje, saj je bilo več učnih predmetov in šolanje se je podaljšalo iz šestih na deset mesecev.
Umrla je 4. novembra 1975, stara štiriinosemdeset let. Pokopana je na starotršem pokopališču pri Slovenj Gradcu.

## Delo
Kot babica je delovala na velikem območju, ki je segalo proti Pohorju, Selam, Pamečam, delu Legna in Razborju. Ko je Marija začela delovati kot babica, so bile izšolane babice edine zdravstvene delavke na podeželju, kjer je bilo še v navadi babiško mazaštvo. Na podeželju je približno 60% žensk rodilo brez strokovne pomoči, saj javna zdravstvena služba ni bila organizirana, ceste so bile slabe, javnega prevoza ni bilo, babic je primanjkovalo. Ženske iz odročnih krajev so v primeru hude stiske poklicale na pomoč Marijo Ovčar, ki teh klicev ni podcenjevala. Njeni spomini, zbrani v knjigi Vse visi na popkovini (Hory, 1998), pričajo o tem, da je rojstvo na domu odsevalo vsa področja življenja podeželskih žensk. Pri porodih je pomagala vsem ženskam, ne glede na družbeni status. 
Vse do konca druge svetovne vojne se je soočala z nerednim izplačilom babiškega honorarja, ki se mu je v primerih finančnih stisk hribovskih kmetov velikokrat tudi odrekla. Revnim porodnicam, ki za novorojenčka niso imele ničesar, je celo prinesla material, iz katerih so porodnice lahko naredile plenice.
Kot babica je delovala več kot štirideset let in po upokojitvi leta 1960 je še nekaj let delala honorarno v posvetovalnici za ženske. 